# Trenton (Kentucky)
Pour les articles homonymes, voir Trenton.
Trenton est une ville américaine située dans le comté de Todd, dans le Kentucky. Selon le recensement de 2020, sa population est de 326 habitants.